# Iàkovlevka (Primórie)
|  | Per a altres significats, vegeu «Iàkovlevka». |

Iàkovlevka (en rus: Яковлевка) és un poble del krai de Primórie, a l'Extrem Orient de Rússia, que en el cens del 2010 tenia 4.480 habitants.